# グラッフィニャーナ
グラッフィニャーナ（伊: Graffignana）は、イタリア共和国ロンバルディア州ローディ県にある、人口約2,600人の基礎自治体（コムーネ）。

## 地理

### 位置・広がり

#### 隣接コムーネ
隣接するコムーネは以下の通り。括弧内のMIはミラノ県、PVはパヴィーア県所属を示す。
- ボルゲット・ロディジャーノ
- ミラドーロ・テルメ (PV)
- サン・コロンバーノ・アル・ランブロ (MI)
- サンタンジェロ・ロディジャーノ
- ヴィッラノーヴァ・デル・シッラロ

### 気候分類・地震分類
気候分類では、zona E, 2441 GGに分類される。
また、イタリアの地震リスク階級 (it) では、zona 3 (sismicità bassa) に分類される。